# Le Voyeur (film, 1970)
Pour les articles homonymes, voir Le Voyeur.
Pour plus de détails, voir Fiche technique et Distribution.
Le Voyeur (Giuochi particolari) est un film italien réalisé par Franco Indovina et sorti en 1970.

## Synopsis
Un mari s'ennuyant dans son mariage et dans sa vie, incite sa femme à prendre un amant.

## Fiche technique
- Titre original : Giuochi particolari
- Réalisation : Franco Indovina
- Scénario : Tonino Guerra, Franco Indovina
- Photographie : Arturo Zavattini
- Musique : Ennio Morricone
- Montage : Roberto Perpignani
- Durée : 98 minutes
- Date de sortie: 
  - Italie : 26 novembre 1970

## Distribution
- Marcello Mastroianni : Sandro
- Virna Lisi : Claude
- Timothy Dalton : Mark
- John Serret
- Aram Stephan